# Maratua

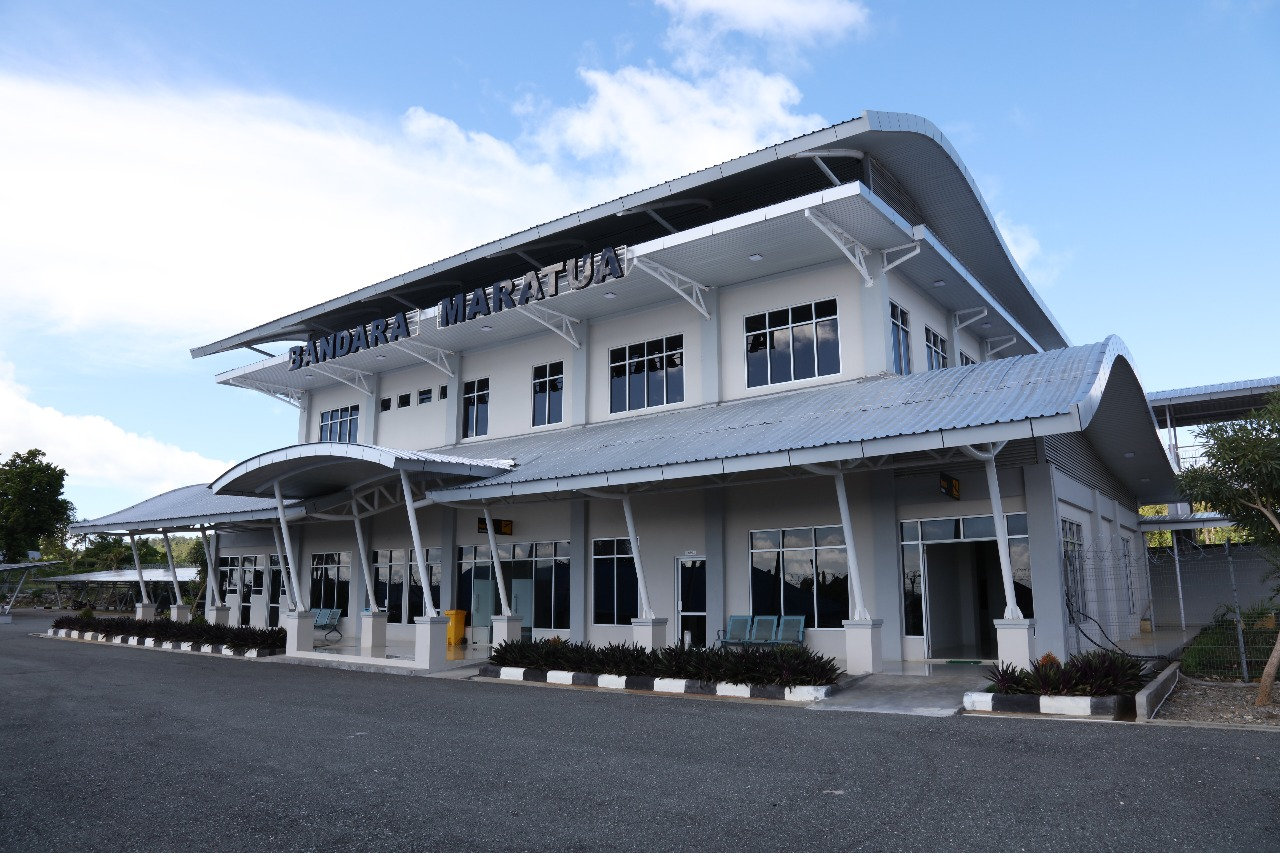
L'aéroport de Maratua

Maratua, en indonésien Pulau Maratua, est une île frontalière d'Indonésie située dans le détroit de Makassar. Administrativement, elle appartient au kabupaten (département) de Berau dans la province de Kalimantan oriental.